# سهراب مودی
سهراب مودی (انگلیسی: Sohrab Modi; ۲ نوامبر ۱۸۹۷ – ۲۸ ژانویهٔ ۱۹۸۴) کارگردان فیلم، تهیه‌کننده فیلم، بازیگر تئاتر و بازیگر سینما اهل هند بود.
وی کارگردان فیلم‌هایی همچون سکندر، میرزا غالیب و شعله بوده است.